# Le Souffle de la tempête
Pour les articles homonymes, voir Horseman.
Pour plus de détails, voir Fiche technique et Distribution.
Le Souffle de la tempête (Comes a Horseman) est un film américain réalisé par Alan J. Pakula, sorti en 1978.

## Synopsis
En 1945, Ella Connors dirige un ranch, avec un troupeau de vaches et quelques chevaux, avec le vieux Dodger, son homme de main.
Elle est endettée et vient de vendre une parcelle de ses terres à deux cowboys voisins, dont Frank, un soldat démobilisé. Jacob Ewing, un autre de ses voisins, convoite depuis longtemps ses terres pour s’agrandir. Ewing était en conflit jadis avec le père d’Ella. Celle-ci refuse de lui vendre ses terres et repousse aussi ses avances.
Un soir, alors qu’ils dorment à la belle étoile, un des cowboys au bivouac, est abattu par un tireur éloigné, qui blesse Frank, mais ce dernier parvient à tuer l´agresseur qui le croyait mort. Frank se rend au ranch d’Ella, qui le soigne mais lui demande de partir dès qu’il sera sur pied. Il apprend que leur agresseur était un des hommes d’Ewing.
Jacob Ewing vient voir Frank et lui suggère de partir en lui donnant un gros chèque. En guise de réponse, Frank déchire le chèque.
Remis sur pied, Frank épaule Ella, qui l´accepte pour une année en échange de l´aide qu´elle lui a apportée.
Un jour, Jacob fait transhumer ses bêtes sur les nouvelles terres achetées par Frank, comme il en a l’habitude. Ella tire au milieu du troupeau et fait paniquer les bêtes. Frank conseille à Jacob de ne jamais revenir sur ses terres. Cette fois, Jacob propose à Frank de travailler pour lui, ce que ce dernier refuse. Frank tombe amoureux d’Ella… 
Jacob et Ella reçoivent le dirigeant d’une grosse compagnie pétrolière, Neil Atkinson, qui veut faire des relevés géophysiques pour localiser une nappe de pétrole sous leurs pâturages. Jacob est contraint d’accepter mais Ella s’y refuse obstinément ; Frank lui présente ceci comme un moyen de s’enrichir tempéré de détails au ton ironique.
Une explosion pour un forage sur un terrain voisin fait paniquer le cheval de Dodger qui tombe et le blesse. Quelque temps plus tard, il finit par mourir. La compagnie pétrolière explique à Jacob qu’ils peuvent forer en diagonale sous les terres d’Ella à partir de sa propriété. Quoiqu'en désaccord avec cette idée de forage, Jacob se voit contraint d'accepter du fait des dettes accumulées auprès de la famille Atkinson et dont le fils Neil compte également s'emparer du ranch Ewing.
Hors de lui, Jacob (avec l'aide de ses employés) provoque la mort d'Atkinson après avoir saboté son avion privé. Puis il tue aussi le banquier Hoverton (qui convoitait également sa propriété), puis va au ranch d’Ella avec le cadavre de ce dernier. Il ligote Ella, assomme Frank et les enferme tous les trois dans un placard, avant de mettre le feu au ranch. Ella parvient à se libérer de ses liens, réveille Frank, ils sortent du ranch en feu et un règlement de comptes a lieu au cours duquel les assaillants sont atteints de balles, dont Jacob blessé gravement qui se fait traîner par son cheval, une de ses jambes bloquée dans un de ses étriers.
La dernière scène montre Ella et Frank en train de reconstruire leur maison.

## Fiche technique
- Titre : Le Souffle de la tempête
- Titre original : Comes a Horseman
- Réalisation : Alan J. Pakula
- Scénario : Dennis Lynton Clark
- Production : Robert Chartoff, Gene Kirkwood, Dan Paulson et Irwin Winkler
- Musique : Michael Small
- Photographie : Gordon Willis
- Cadreur : Donald Thorin
- Affiche : Robert McGinnis
- Montage : Marion Rothman
- Pays d'origine : États-Unis
- Format : Couleurs - 2,20:1 - Mono
- Genre : Drame, western
- Durée : 118 minutes
- Date de sortie : 1978

## Distribution
- James Caan (VF : Bernard Tiphaine) : Frank 'Buck' Athearn
- Jane Fonda (VF : Joelle Brover) : Ella Connors
- Jason Robards (VF : Georges Aminel) : Jacob 'J.W.' Ewing
- George Grizzard (VF : Gabriel Cattand) : Neil Atkinson
- Richard Farnsworth (VF : Jacques Dynam) : Dodger
- Jim Davis (VF : Jacques Deschamps) : Julie Blocker
- Mark Harmon (VF : François Leccia) : Billy Joe Meynert
- James Keach : Emil Kroegh
- Macon McCalman (VF : Claude Bertrand) : Hoverton
- Basil Hoffman : George Bascomb
- James Kline : Ralph Cole
- Clifford A. Pellow : Le marchand de bestiaux

## Distinctions

### Nomination
- Oscars 1979 : Meilleur acteur dans un second rôle pour Richard Farnsworth

## Accident du tournage
Le 18 août 1977, lors d'une scène, le cascadeur Jim Sheppard (né en 1937) devait se faire traîner par un des chevaux. Le cheval a malencontreusement dévié sa trajectoire et le cascadeur est mort  après avoir heurté de plein fouet  un poteau qui se trouvait sur son chemin. La scène a d'ailleurs été conservée dans le film.[réf. nécessaire]